# Oleg Vassiliev
Pour les articles homonymes, voir Vassiliev et Oleg Vassiliev (homonymie).
Oleg Kimovitch Vassiliev (en russe : Олег Кимович Васильев) est un patineur artistique russe ayant patiné dans les années 1980 sous les couleurs de l'Union soviétique, né le 22 janvier 1959 à Leningrad. Sa partenaire à cette époque est Ielena Valova, avec laquelle il est marié de 1984 à 1992.

## Biographie

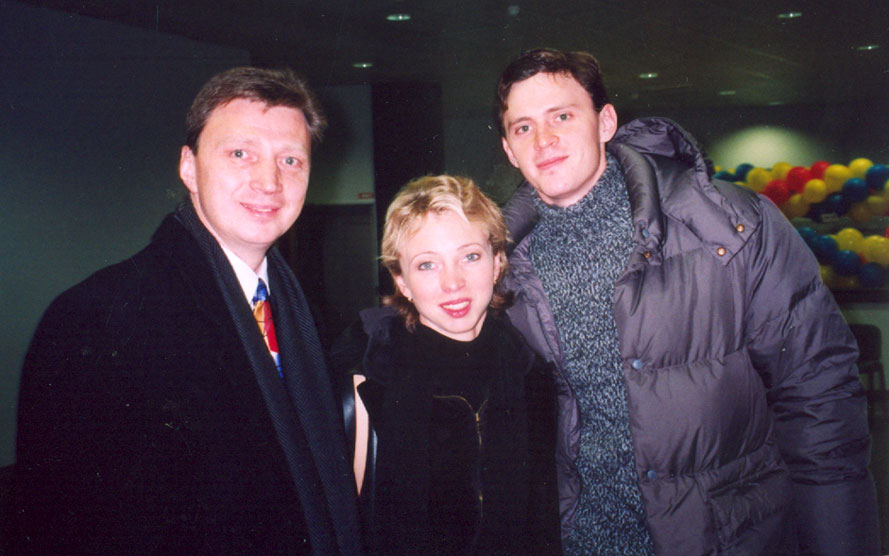
Oleg Vasiliev (à gauche) avec Tatiana Totmianina et Maksim Marinin en 2004.

### Carrière sportive
Avec Ielena Valova, il est notamment champion olympique aux Jeux olympiques de 1984 à Sarajevo, vice-champion olympique aux Jeux olympiques de 1988 à Calgary, triple champion du monde (1983, 1985, 1988) et triple champion d'Europe (1984, 1985, 1986). 
Il reçoit la médaille de l'Ordre de l'Amitié des peuples en 1984.

### Reconversion
Le couple passe professionnel en 1989, une première dans l'histoire du patinage artistique soviétique.
Oleg Vasiliev met un terme à sa carrière de patineur professionnel en 1995 et devient entraîneur aux États-Unis. Il entraîne le couple Tatiana Totmianina - Maksim Marinin, champions olympiques en 2006, ainsi que le tandem Maria Mukhortova - Maksim Trankov, vice-champions d'Europe 2008, jusqu'en 2010.

## Palmarès
| Compétitions principales        | 1980    | 1981    | 1982    | 1983    | 1984    | 1985    | 1986    | 1987    | 1988    |  |  |  |  |  |
| Jeux olympiques d'hiver         |         |         |         |         | 1er     |         |         |         | 2e      |  |  |  |  |  |
| Championnats du monde           |         |         |         | 1er     | 2e      | 1er     | 2e      | 2e      | 1er     |  |  |  |  |  |
| Championnats d’Europe           |         |         |         | 2e      | 1er     | 1er     | 1er     | 2e      |         |  |  |  |  |  |
| Championnats d'Union soviétique |         |         | 3e      |         |         | 2e      | 1er     |         |         |  |  |  |  |  |
|                                 |         |         |         |         |         |         |         |         |         |  |  |  |  |  |
| Autres compétitions             | 1979/80 | 1980/81 | 1981/82 | 1982/83 | 1983/84 | 1984/85 | 1985/86 | 1986/87 | 1987/88 |  |  |  |  |  |
| Skate America                   |         |         | 3e      | 1er     |         |         |         |         |         |  |  |  |  |  |
| Moscou Skate                    | 6e      | 3e      |         | 3e      |         |         |         |         | 2e      |  |  |  |  |  |
| Trophée NHK                     |         |         |         |         |         |         |         | 1er     |         |  |  |  |  |  |
|                                 |         |         |         |         |         |         |         |         |         |  |  |  |  |  |